# Yotta Kippe
Yotta Kippe (* 19. September 1971 in Hamburg) ist eine deutsche bildende Künstlerin. Neben Fotografie und Videoinstallationen gehören zu ihren Arbeiten auch Zeichnung und digitale Bildmontagen. Sie lebt und arbeitet in Berlin.

## Auszeichnungen (Auswahl)
- 1994–1998 Künstlerförderung des Cusanuswerks, Bonn
- 1998 Meisterschülerpreis der HdK Berlin
- 2007/2008 Sonderpreis der Konrad-Adenauer-Stiftung, Berlin

| Personendaten    | Personendaten                |
| ---------------- | ---------------------------- |
| NAME             | Kippe, Yotta                 |
| KURZBESCHREIBUNG | deutsche bildende Künstlerin |
| GEBURTSDATUM     | 19. September 1971           |
| GEBURTSORT       | Hamburg                      |